# BAFTA alla migliore sceneggiatura
Il BAFTA alla migliore sceneggiatura è un premio annuale, promosso dal BAFTA a partire dal 1968, e cessato nel 1982, quando la categoria venne suddivisa in:
- sceneggiatura originale
- sceneggiatura non originale

## Albo d'oro
- 1968
  - Calder Willingham, Il laureato (The Graduate)

- 1969
  - Waldo Salt, Un uomo da marciapiede (Midnight Cowboy)

- 1970
  - William Goldman, Butch Cassidy (Butch Cassidy and the Sundance Kid)

- 1971
  - Harold Pinter, Messaggero d'amore (The Go-Between)

- 1972

Doppia assegnazione:
- - Paddy Chayefsky, Anche i dottori ce l'hanno (The Hospital)
  - Larry McMurtry, L'ultimo spettacolo (The Last Picture Show)

- 1973
  - Luis Buñuel, Il fascino discreto della borghesia (Le Charme discret de la bourgeoisie)

- 1974
  - Robert Towne, Chinatown e L'ultima corvé (The Last Detail)

- 1975
  - Robert Getchell, Alice non abita più qui (Alice Doesn't Live Here Anymore)

- 1976
  - Alan Parker, Piccoli gangsters (Bugsy Malone)

- 1977
  - Woody Allen, Io e Annie (Annie Hall)

- 1978
  - Alvin Sargent, Giulia (Julia)

- 1979
  - Woody Allen, Manhattan

- 1980
  - Jerzy Kosinski, Oltre il giardino (Being There)

- 1981
  - Bill Forsyth, Gregory's Girl

- 1982
  - Costa-Gavras, Missing - Scomparso (Missing)